# Colincamps
Colincamps és un municipi francès situat al departament del Somme i a la regió dels Alts de França. L'any 2007 tenia 91 habitants.

## Demografia

### Població
El 2007 la població de fet de Colincamps era de 91 persones. Hi havia 36 famílies de les quals 12 eren unipersonals (12 homes vivint sols), 8 parelles sense fills, 12 parelles amb fills i 4 famílies monoparentals amb fills.
La població ha evolucionat segons el següent gràfic:
Habitants censats

### Habitatges
El 2007 hi havia 40 habitatges, 35 eren l'habitatge principal de la família, 2 eren segones residències i 3 estaven desocupats. Tots els 39 habitatges eren cases. Dels 35 habitatges principals, 30 estaven ocupats pels seus propietaris, 3 estaven llogats i ocupats pels llogaters i 2 estaven cedits a títol gratuït; 2 tenien una cambra, 3 en tenien tres, 10 en tenien quatre i 20 en tenien cinc o més. 28 habitatges disposaven pel capbaix d'una plaça de pàrquing. A 15 habitatges hi havia un automòbil i a 16 n'hi havia dos o més.

### Piràmide de població
La piràmide de població per edats i sexe el 2009 era:
| Homes | Edats   | Dones |
| ----- | ------- | ----- |
| 0     | 95 o +  | 0     |
| 0     | 90 a 94 | 0     |
| 0     | 85 a 89 | 4     |
| 0     | 80 a 84 | 0     |
| 4     | 75 a 79 | 4     |
| 0     | 70 a 74 | 4     |
| 0     | 65 a 69 | 4     |
| 0     | 60 a 64 | 0     |
| 0     | 55 a 59 | 0     |
| 4     | 50 a 54 | 0     |
| 0     | 45 a 49 | 8     |
| 8     | 40 a 44 | 8     |
| 8     | 35 a 39 | 0     |
| 0     | 30 a 34 | 0     |
| 0     | 25 a 29 | 0     |
| 4     | 20 a 24 | 8     |
| 8     | 15 a 19 | 20    |
| 0     | 10 a 14 | 4     |
| 0     | 5 a 9   | 0     |
| 0     | 0 a 4   | 0     |

## Economia

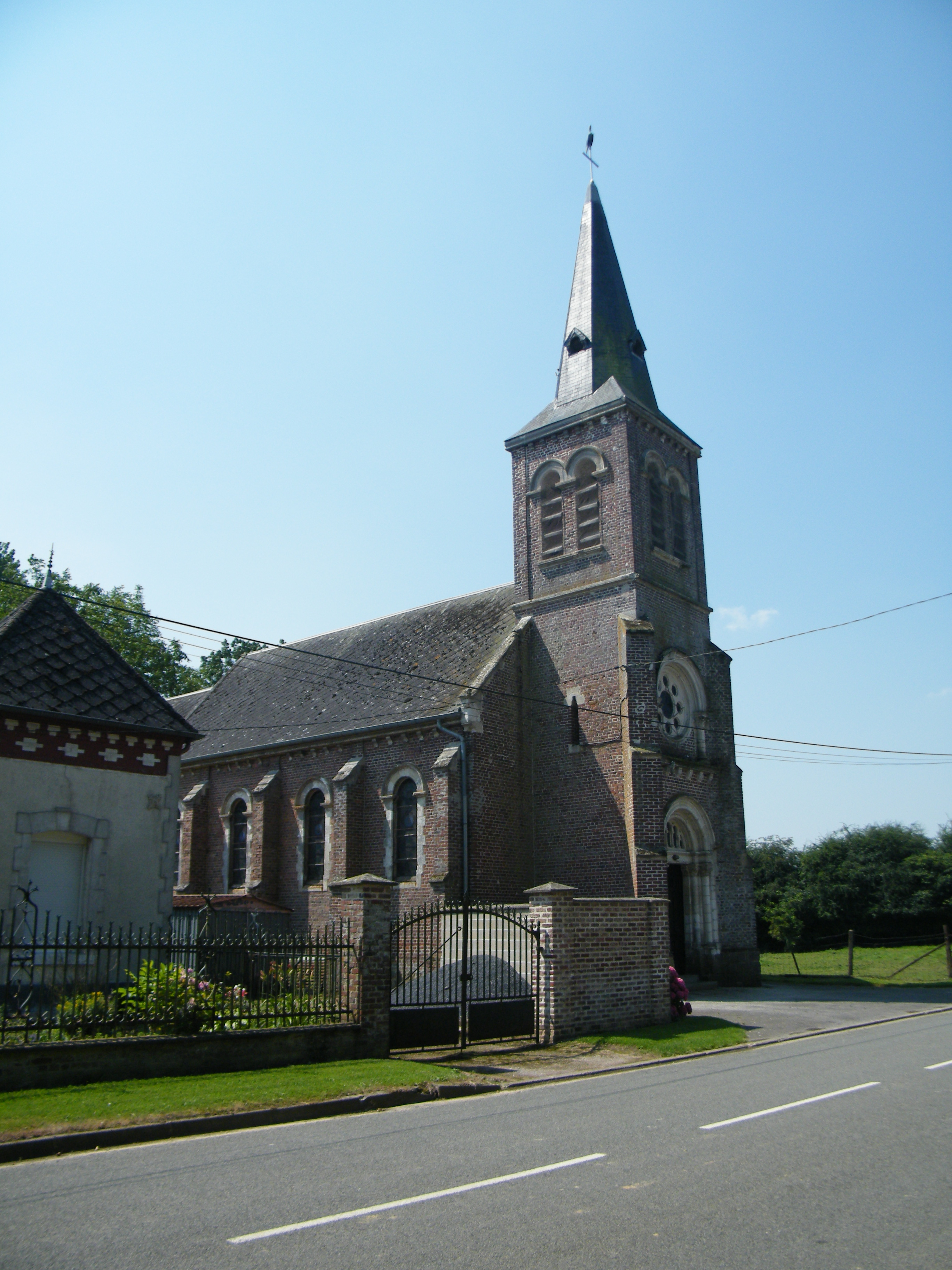

El 2007 la població en edat de treballar era de 53 persones, 40 eren actives i 13 eren inactives. De les 40 persones actives 35 estaven ocupades (23 homes i 12 dones) i 5 estaven aturades (2 homes i 3 dones). De les 13 persones inactives 3 estaven jubilades, 1 estava estudiant i 9 estaven classificades com a «altres inactius».
Activitats econòmiques
Dels 3 establiments que hi havia el 2007, 1 era d'una empresa extractiva, 1 d'una empresa alimentària i 1 d'una empresa de transport.
L'any 2000 a Colincamps hi havia 7 explotacions agrícoles que ocupaven un total de 658 hectàrees.

## Poblacions més properes

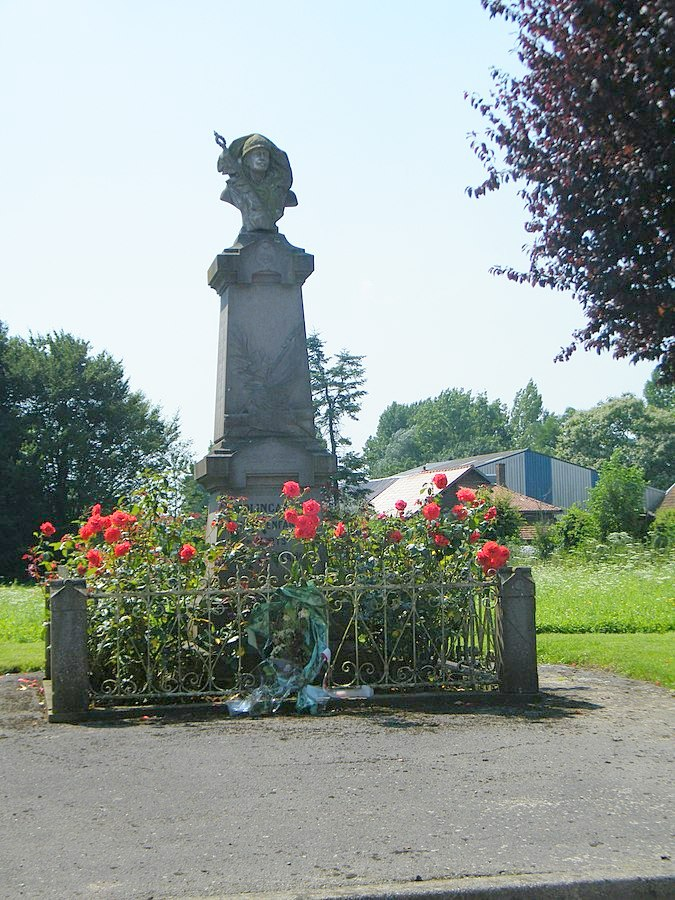

El següent diagrama mostra les poblacions més properes.